# L'onore perduto di Katharina Blum
L'onore perduto di Katharina Blum o Come la violenza può svilupparsi e dove può portare (titolo originale: Die verlorene Ehre der Katharina Blum oder: Wie Gewalt entstehen und wohin sie führen kann) è un romanzo tedesco scritto da Heinrich Böll nel 1974. 
Dal libro fu tratto un film, girato nel 1975 da Volker Schlöndorff e Margarethe von Trotta, intitolato Il caso Katharina Blum.

## Storia editoriale
La storia descrive come una donna qualunque diventa vittima della stampa scandalistica a causa della sua relazione con un ricercato. La donna finisce per uccidere un giornalista che le aveva reso la vita un inferno.
Nell'esergo del racconto Böll afferma: 
L'autore, che aveva avuto in prima persona un assaggio di quanto il potere mediatico possa sovrapporsi alla vita privata, stravolgendola e deformandola, considera il proprio racconto a tutti gli effetti un pamphlet, come spiega poi nella sua postfazione. Per la creazione della rivista Die Zeitung (Il giornale), Böll si è ispirato al giornale tedesco Bild.

## Trama
Quattro giorni dopo la festa del giovedì grasso, dove Katharina conosce Ludwig Götten, chiama l'ispettore capo Moeding e confessa di aver ucciso un giornalista dello Zeitung. La storia prosegue con un flashback. Katharina ha incontrato Götten alla festa di un'amica, passa la serata con lui e la mattina dopo la polizia bussa alla sua porta per portarla alla centrale ed interrogarla. L'uomo da lei incontrato è un rapinatore di banca ricercato dalla polizia, la quale sospetta che Katharina lo stia aiutando. La vicenda giunge presto al tabloid locale, Die Zeitung, che invia un giornalista esperto del mestiere, Tötges, ad investigare sul fatto. Tötges scandaglia in profondità la vita di Katharina, contattando tutti i suoi amici e familiari, incluso l'ex marito. Dipinge quindi Katharina come attiva complice di Götten e comunista pericolosa per la Germania.
Katharina decide che l'unica cosa da fare è tirare fuori la sua storia. Accetta di rilasciare un'intervista a Tötges, convinta che possa servire a chiarire la situazione. Ma ciò che Tötges pubblica non rispecchia minimamente quanto si erano detti. Al contrario parla di quanto lei sia "fredda e calcolatrice" ed inizia ad insinuare sospetti su suo padre e suo fratello. Katharina sente quindi l'esigenza di sapere che tipo di uomo sia realmente Tötges, capace di distruggerle la vita con tanta spietatezza. Vuole solo vederlo in faccia, sebbene ammetta di aver portato con sé una pistola. Si reca quindi al locale di ritrovo dei giornalisti ma lui non si fa vedere, così dopo due ore torna a casa.
Tötges però la segue fino alla sua abitazione, suona il campanello e s'introduce in casa chiamandola "fiorellino" e "piccolo fiore" (in tedesco forme vezzeggiative del suo cognome, Blum). Si chiede perché lei abbia un'aria tanto allibita, quindi le propone di fare "bum-bum", volgare sinonimo di sesso. Katharina pensa, "Lo chiama fare bum-bum? E va bene", estrae la pistola dalla borsa e gli spara. Dopo il fatto vaga per la città per qualche ora, prima di recarsi a casa dell'ispettore capo a confessare l'omicidio.

## Protagonisti

### Personaggi principali
- Katharina Blum - Una governante divorziata.
- Ludwig Götten - Un uomo in fuga che certamente ha commesso dei reati, ma che è stato trasformato in mostro dal clima di sospetto dell'epoca. In realtà, pur costituendo il detonatore della storia, compare soltanto in poche scene, e di lui sappiamo pochissimo.
- Erwin Beizmenne - Ispettore capo incaricato del caso.
- Werner Tötges - Il giornalista d'assalto.
- Dr. Trude Blorna e Dr. Hubert Blorna - Principali datori di lavoro di Katharina. Buona parte del racconto segue il loro punto di vista, pur con narratore esterno. Trude è un architetto, conosciuta come "Trude la rossa" per il colore dei capelli (nella deformazione della stampa, a causa di tale colore, diventerà un'estremista di sinistra); Hubert è un avvocato di successo, stima ed apprezza Katharina, e soffre molto per quanto le capita, vivendolo come un crollo di valori.

### Personaggi secondari
- Else Woltersheim - Madrina e amica di Katharina. Offrendo una festa a casa sua per la Weiberfastnacht (la notte del carnevale delle donne) determina l'incontro fra Katharina e Ludwig.
- Peter Blum - Padre di Katharina, un operaio edile morto quando Katharina aveva sei anni.
- Maria Blum - Madre di Katharina morta durante il corso degli eventi. Werner Tötges la va a cercare poco prima che si sottoponga a un intervento di rimozione di un tumore e la interroga insistentemente, provocandone la morte.
- Kurt Blum - Fratello di Katharina. In prigione.
- Wilhelm Brettloh - Operaio tessile e primo marito di Katharina.
- Walter Möding - Assistente dell'ispettore capo Beizmenne.
- Dr. Kluthen - Secondo datore di lavoro di Katharina che, in quanto libera professionista del lavoro domestico, distribuisce la sua settimana di lavoro fra alcune famiglie private e l'organizzazione di buffet per cerimonie e convegni.
- Peter Hach - Avvocato e amico di Hubert Blorna.
- Alois Sträubleder - Industriale e cliente di Hubert Blorna. Ha una casa di campagna di cui ha costretto Katharina ad accettare le chiavi, nella speranza di sedurla; la donna le userà per nascondere Götten.
- Lüding - Un altro ricco industriale amico di Sträubleder.
- Adolf Schönne - Nel film viene ucciso dopo l'omicidio di Tötges. Nel libro la sua morte non è chiara.
- Konrad Beiters - Coinquilino di Else Woltersheim. Katharina ottiene da lui la pistola per uccidere Tötges.

## Adattamento cinematografico
Nel 1975 Volker Schlöndorff e Margarethe von Trotta hanno realizzato l'adattamento cinematografico Il caso Katharina Blum, tratto dal libro di Böll. Angela Winkler interpreta Katharina Blum, Mario Adorf il commissario Beizmenne, Dieter Laser impersona Tötges mentre Jürgen Prochnow Ludwig. Diversamente dal romanzo, il film si chiude con la scena del funerale di Tötges, durante il quale il suo editore condanna, in maniera molto ipocrita, l'omicidio del suo collaboratore come una violazione della libertà di stampa.
In occasione dell'uscita dei DVD della The Criterion Collection, nel 2003, Schlöndorff e altri membri della troupe hanno comparato più volte il clima di terrore nella Germania Ovest degli anni settanta con la situazione degli Stati Uniti dopo gli attacchi dell'11 settembre 2001 sottolineando in questo modo ancora oggi l'attualità di questo film.

## Edizioni italiane
- Heinrich Böll, L'onore perduto di Katharina Blum, traduzione di Italo Alighiero Chiusano, Torino, Einaudi, 1975. - Collana Nuovi Coralli n.246, Einaudi, 1979; Collana Einaudi Tascabili, 2006; Collana ET Scrittori, Einaudi, 2015, ISBN 978-88-062-2719-7.